# Karl Sewart
Karl Sewart (* 27. Dezember 1933 in Annaberg; † 2. Januar 2019) war ein deutscher Schriftsteller.

## Leben und Wirken
Sewart wuchs in Großolbersdorf als Sohn eines Lehrers und einer Strumpfwirkerin auf. Nach dem Abitur in Zschopau 1952 studierte er zunächst in Gotha Berufspädagogik und Naturwissenschaften und erwarb dann einen Abschluss als Kunsterzieher in Erfurt. Danach war er Lehrer in Leuna, Merseburg, Großolbersdorf und Drebach. Nach einem Studium am Leipziger Institut für Literatur betätigte er sich ab 1973 als freischaffender Schriftsteller.
Er beschäftigte sich hauptsächlich mit Literatur mit Bezug zum Erzgebirge, so mit dem Wildschützen Karl Stülpner und den erzgebirgischen Weihnachtsbräuchen. Nach seiner Erzählung Gambit entstand 1977 der DEFA-Film Ich zwing dich zu leben mit Rolf Ludwig, Peter Welz und Elsa Grube-Deister unter der Regie von Ralf Kirsten. Er berichtet von einem Lehrer, der in den letzten Kriegstagen 1945 seinen 14-jährigen Sohn mit Gewalt vor einem „Heldentod“ retten möchte.
Zuletzt lebte Sewart in Drebach. Er starb Anfang Januar 2019, wenige Tage nach seinem 85. Geburtstag.

## Werke (Auswahl)
- Christbaum und Pyramide. Ein erzgebirgisches Weihnachtsbuch. Chemnitzer Verlag, Chemnitz 1992, ISBN 3-928678-09-4.
- Gambit. Drei Erzählungen. Mitteldeutscher Verlag, Halle 1972.
- Karl Stülpner. Die Geschichte des erzgebirgischen Wildschützen. Chemnitzer Verlag, Chemnitz 2002, ISBN 3-928678-14-0 (früherer Titel: Mich schießt keiner tot. Die Geschichte des Volkshelden Karl Stülpner, 1994).
- Liebesfalle. Ein erzgebirgisches Ehebrevier. Altis-Verlag, Friedrichsthal 2006, ISBN 3-910195-49-0.
- 99 Ehen und eine Scheidung. Mitteldeutscher Verlag, Halle 1988, ISBN 3-354-00023-6.
- Der Paradiesgarten. Erzählungen. Mitteldeutscher Verlag, Halle 1987, ISBN 3-354-00163-1.
- Zünd e Lichtl a – Weihnachtserinnerungen eines Erzgebirgers. Altis-Verlag, Friedrichsthal 2016, ISBN 978-3-910195-72-1.

## Verfilmungen
Die Erzählung Gambit wurde unter dem Titel Ich zwing dich zu leben von Ralf Kirsten 1978 verfilmt.
Die Erzählung „Die Kündigung“ (ebenfalls aus dem Buch „Gambit“) wurde 1983 von Edgar Kaufmann für das Fernsehen der DDR verfilmt.